# Felsőlendva község
Felsőlendva község (szlovén nyelven Občina Grad) Szlovénia 212 (2012) alapfokú közigazgatási egységének, azaz községének egyike, központja Felsőlendva település.

## A községhez tartozó települések
A községhez az alábbi települések tartoznak (zárójelben a szlovén nevük): Alsócsalogány, (Dolnji Slaveči), Felsőlendva (Grad), Mottolyád (Motovilci), Radófa (Radovci), Vaskorpád (Kruplivnik), Vaskovácsi (Kovačevci) és Vidorlak (Vidonci).
E települések magyar neveiket túlnyomórészt csak a 19. század végén, a földrajzinév-magyarosítási hullám során kapták, ezért még a helyi magyar lakosság sem ismeri, alkalmazza ezeket a névformákat. A jelentősebb magyar lakossággal rendelkező települések hagyományos magyar nevei a Muravidéken mindenütt szerepelnek az út menti helységnévtáblákon is, de a felsőlendvai község települései nem tartoznak ezek közé; magyar nevük általában térképeken sem található meg.

## Népesség
| Lakosok száma | 2287 | 2259 | 2246 | 2204 | 2209 | 2172 | 2141 | 2104 | 2063 | 2055 |
|               | 2008 | 2009 | 2011 | 2012 | 2013 | 2015 | 2016 | 2017 | 2019 | 2020 |